# För många agenter
För många agenter (engelska: Masquerade) är en brittisk spionkomedi från 1965 i regi av Basil Dearden. 
Filmen är baserad på Victor Cannings roman Castle Minerva.

## Handling
En brittisk agent anlitar en veteran från andra världskriget för att smuggla in en arabisk prins i Spanien. Väl på plats anlitar han en amerikansk legosoldat som prinsens livvakt.

## Rollista i urval
- Cliff Robertson - David Frazer
- Jack Hawkins - överste Drexel
- Marisa Mell - Sophie
- Michel Piccoli - George Sarrassin
- Bill Fraser - Dunwoody
- Charles Gray - Benson
- John Le Mesurier - sir Robert
- Felix Aylmer - Henrickson
- Ernest Clark - ministern
- Tutte Lemkow - Paviot